# Walter HWK 109-509
El HWK 109-509 fue un motor cohete de combustible líquido bipropelente, B-Stoff y T-Stoff, desarrollado en Alemania durante la Segunda Guerra Mundial que propulsó a los aviones cohete Messerschmitt Me 163 y Bachem Ba 349. Fue producido por la compañía Hellmuth Walter Kommanditgesellschaft (HWK) a partir de 1943.

## Aplicaciones
- Arado E.381
- Bachem Ba 349
- Messerschmitt Me 163
- Messerschmitt Me 262C, en los diseños de evaluación de prototipo.